# Louis Francis
Pour les articles homonymes, voir Louis Rolland.
Œuvres principales
- Blanc (1934)

Compléments
Père de Jacques-Francis Rolland
Louis Francis (né Louis Francis Rolland à Nevers le 7 février 1900 et mort à Montereau-Fault-Yonne le 9 novembre 1959) est un écrivain français.

## Biographie
Normalien, agrégé des Lettres, Louis Rolland a d'abord été professeur aux lycées Rollin et Jules-Ferry à Paris, avant d'entreprendre de nombreux voyages en Europe et en Asie Mineure où il pratique l'enseignement durant quelques années en Turquie. Ses premiers récits ont pour cadre Constantinople et le Caucase.
De retour à Paris, il publie, sous le nom de plume de Louis Francis, de nombreux articles sur l'Orient et obtint le prix Renaudot en 1934 pour son roman Blanc, ayant pour sujet un amour douloureux dans le décor des Alpes. Il reprend l'enseignement à la fin de sa vie, au lycée Rollin devenu lycée Jacques-Decour.
Il est le père du journaliste et écrivain Jacques-Francis Rolland (1922-2008).

## Œuvre
- 1929 : Les nuits sont enceintes
- 1930 : Daria ou la Médée contestée
- 193? : Un précurseur : Kutchuk Daoud[réf. nécessaire]
- 1934 : Blanc – Prix Renaudot
- 1936 : La Neige de Galata
- 1947 : Jusqu'à Bergen
- 1948 : La Vie privée de Voltaire
- 1955 : Le Peuplier seul